# Psychomyia spurisi
Psychomyia spurisi là một loài Trichoptera trong họ Psychomyiidae. Chúng phân bố ở miền Ấn Độ - Mã Lai.